# Corythalia gloriae
Corythalia gloriae är en spindelart som beskrevs av Alexander Petrunkevitch 1930. Corythalia gloriae ingår i släktet Corythalia och familjen hoppspindlar. Inga underarter finns listade i Catalogue of Life.